# Il colpevole è fra noi
Il colpevole è fra noi, anche noto come Il colpevole è tra noi (Shield for Murder) è un film del 1954 diretto da Howard W. Koch e Edmond O'Brien.

## Trama
In un desolato vicolo cittadino, di notte, un uomo ne uccide un altro, sparandogli alle spalle, sottrae dal cadavere una spessa busta e se l'intasca, poi fa finta di intimare, ad alta voce, "fermo o sparo", ed esplode un altro paio di colpi in aria. L'assassino è il tenente di polizia Barney Nolan, che all'arrivo dei colleghi, racconta loro di essere stato costretto a sparare perché colui che egli designa come fuggitivo, la vittima, un noto allibratore, avrebbe resistito all'arresto e tentato la fuga. Ma da una finestra prospiciente il vicolo un testimone, il sordomuto Ernst Stenmuller, ha visto tutto e sa come sono andate effettivamente le cose. La busta contiene una grande somma di denaro, che Nolan successivamente nasconde, e della quale vuole avvalersi per dare una svolta alla propria vita di poliziotto sottopagato.
Nolan non è nuovo nell'adoperare metodi quanto meno discutibili nella sua lotta al crimine, e la sua azione di quella notte viene giudicata negativamente da tutti i suoi colleghi e dal suo superiore, il capitano Gunnarson, i quali tuttavia si adoperano per mettere a tacere la vicenda. All'interno del commissariato solo il sergente Mark Brewster, amico di Nolan, crede nella sua innocenza. Nolan più avanti intercetta il testimone, ed intende pagarlo perché mantenga il silenzio, ma, durante una colluttazione con lui, lo fa accidentalmente cadere a terra: il malcapitato batte la testa e muore.
I lunghi anni di esperienza come poliziotto di Nolan non valgono a pavimentargli la via verso il delitto perfetto: Brewster entra in possesso della testimonianza scritta di Stenmuller, ed inizia a dubitare dell'amico, e inoltre Nolan stesso si tradisce – da vero sprovveduto principiante – in un paio di occasioni. Nolan quindi, conclamato assassino, è perseguito non solo dalle forze dell'ordine, ma anche dalla banda di allibratori cui apparteneva la grossa somma da lui intascata. Va a vuoto anche il tentativo di lasciare il paese, e Nolan viene freddato dai colleghi mentre tenta di recuperare il denaro dal nascondiglio.